# Annie Horniman
Annie Elizabeth Fredericka Horniman (3 de outubro de 1860 - 6 de Agosto de 1937) foi uma patrona do teatro Inglês, tendo fundado a primeira companhia de teatro com repertório regional, em Manchester.
Annie incentivou o trabalho de novos escritores e dramaturgos, incluindo W. B. Yeats, George Bernard Shaw e outros membros do que ficou conhecido como a Escola de Dramaturgos de Manchester.
Em 1890, ela ingressou na Ordem Hermética da Aurora Dourada (Golden Dawn), onde permaneceu como membro até ser expulsa, em 1903, por desentendimento com o líder da Ordem, Samuel Liddell MacGregor Mathers. Durante esse tempo, conheceu e se tornou amiga de W. B. Yeats, que trabalhou como seu secretário durante alguns anos. 
Morreu em sua casa, em Shere (Surrey), aos 77 anos.